# Bildungsministerium der Vereinigten Staaten

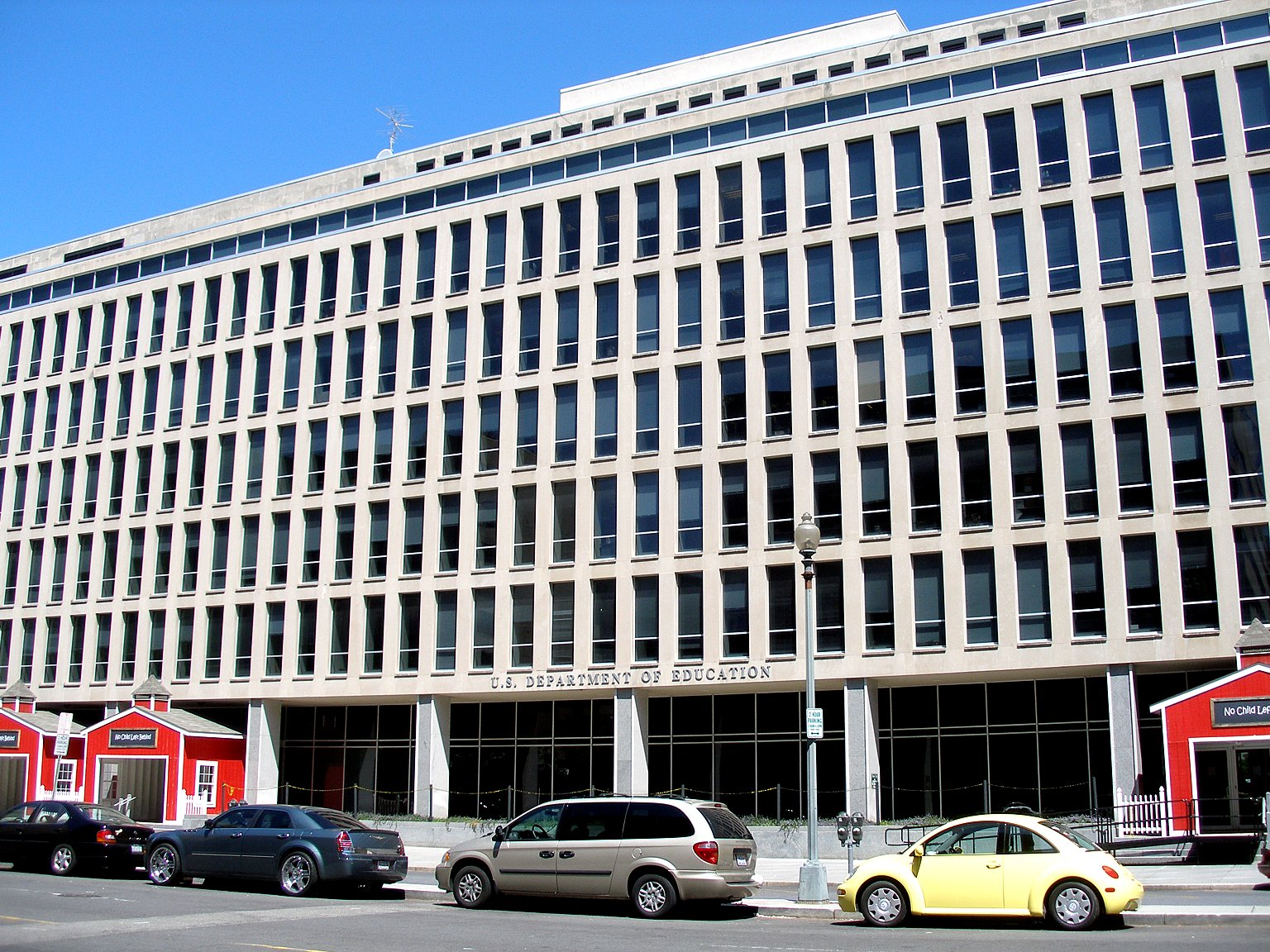
Gebäude des Bildungsministeriums in Washington

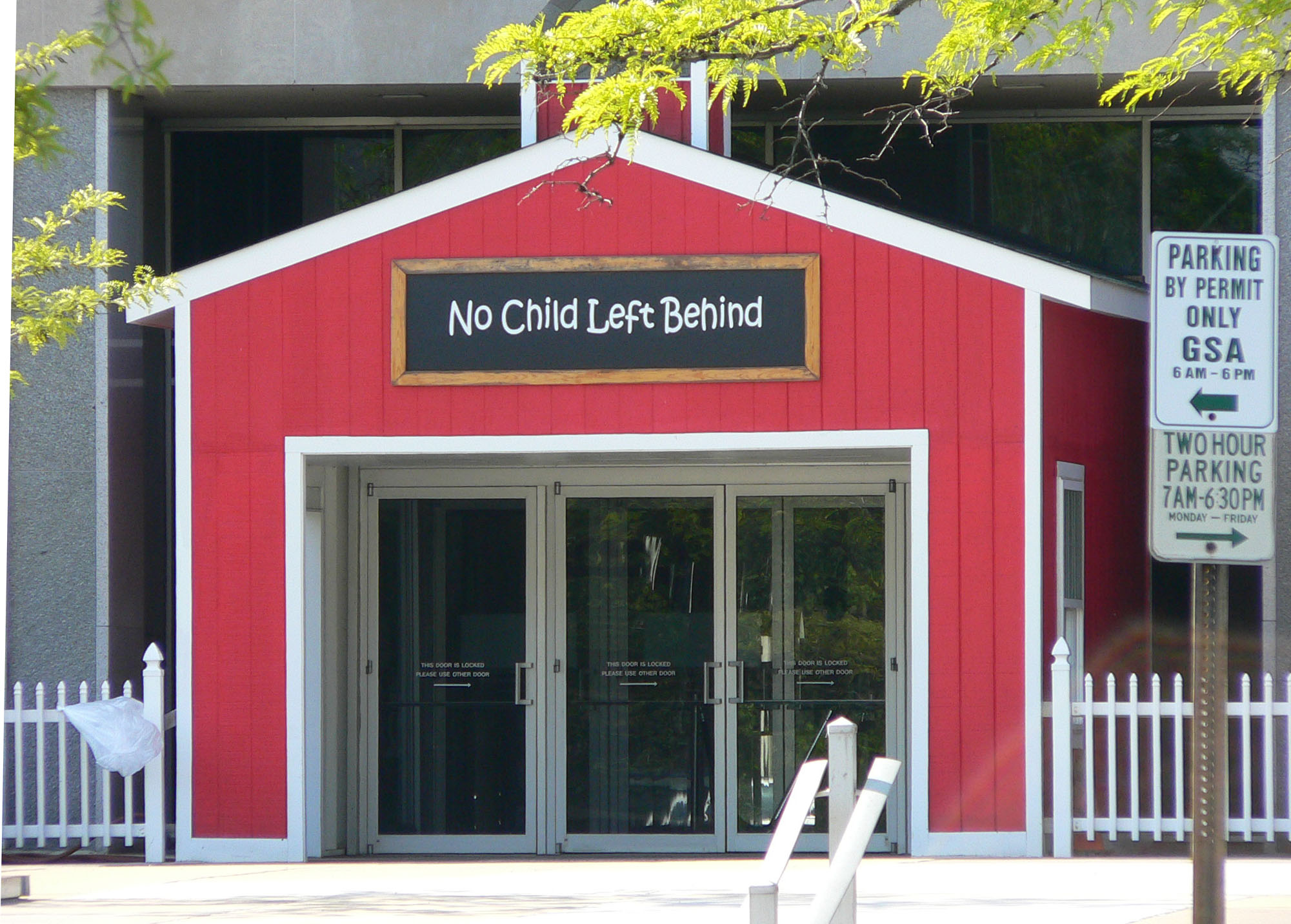
Umgebaute Eingänge des Bildungsministeriums zur Unterstützung des No Child Left Behind Act

Das Bildungsministerium der Vereinigten Staaten (englisch United States Department of Education) ist Teil der Bundesregierung der Vereinigten Staaten. Es wurde durch den Department of Education Organization Act geschaffen und nahm am 4. Mai 1980 die Arbeit auf. Die Aufgaben des Ministeriums waren bis zur Verabschiedung des Bundesgesetzes 1979 im Gesundheits-, Bildungs- und Wohlfahrtsministerium eingegliedert. Das Ministerium wird vom Bildungsminister der Vereinigten Staaten geführt.

## Geschichte
Im Gegensatz zum Bildungssystem vieler anderer Staaten ist das Bildungssystem in den Vereinigten Staaten stark dezentralisiert. Die Bundesregierung ist nicht mit dem allgemeinen Ablauf der Schulbildung, dem Setzen von Bildungsstandards oder der Akkreditierung von Bildungseinrichtungen beauftragt, für diese Fragen sind die einzelnen Bundesstaaten sowie private Akkreditierungsorganisationen zuständig. Vielmehr ist es die Aufgabe des Bildungsministeriums, finanzielle Förderprogramme des Bundes zu entwickeln und bildungsrelevante Bundesgesetze zur Privatsphäre und Gleichberechtigung durchzusetzen.
Das erste Bildungsministerium wurde 1867 gegründet, dessen Bedeutung aber kurz darauf zu der einer untergeordneten Behörde herabgestuft. Die Einrichtung eines eigenständigen Ministeriums ein Jahrhundert später war von heftigen Debatten und organisierten Widerständen insbesondere durch die Republikanische Partei geprägt, die die Behörde als ungewünschte Einmischung der Bundesregierung in lokale Angelegenheiten ansah. Die Abschaffung des Ministeriums war im Laufe der 1980er Jahre ein stehender Punkt in der Wahlplattform der Partei; er wurde jedoch während der Präsidentschaft George Bushs nicht umgesetzt und von George W. Bush komplett aufgegeben. Letzterer hat mit der Vorlage des No Child Left Behind Act dem Ministerium sogar mehr Kompetenzen verliehen.
Mit dem Beginn seiner zweiten Amtszeit im Jahr 2025 kündigte Präsident Trump an, das US-Bildungsministerium zunächst zu verkleinern und schließlich abzuschaffen. Im März desselben Jahres wurde die Hälfte der Mitarbeiter entlassen und per Dekret der Kongress dazu aufgefordert, über die Abschaffung abzustimmen. Am 22. Mai 2025 verbot ein Richter in Boston die Schließung des Bildungsministeriums ohne Kongressbeschluss und verfügte Wiedereinstellungen.

## Abteilungen
Das Bildungsministerium besteht aus den folgenden Hauptabteilungen (englisch Principal Office Components):
- OS – Office of the Secretary
  - OCO – Office of Communications and Outreach
  - OPEPD – Office of Planning, Evaluation and Policy Development
  - OGC – Office of the General Counsel
  - OIG – Office of the Inspector General
  - IES – Institute of Education Sciences
  - OCR – Office for Civil Rights
  - OCFO – Office for the Chief Financial Officer
  - OM – Office of Management
  - OCFO – Office for the Chief Financial Officer
  - OLCA – Office for the Legislative and Congressional Affairs

- ODS – Office of the Deputy Secretary
  - OESE – Office of Elementary and Secondary Education
    - White House Initiative on Educational Excellence for Hispanic Americans

  - OSDFS – Office of Safe and Drug Free Schools
  - OELA – Office of English Language Acquisition, Language Enhancement and Academic Achievement for Limited English Proficient Students
  - OSERS – Office of Special Educational and Rehabilitation Services
  - OII – Office of Innovation and Improvement

- OUS – Office of the Under Secretary
  - OPE – Office of Postsecondary Education
    - White House Initiative on Historically Black Colleges and Universities
    - White House Initiative on Tribal Colleges and Universities

  - FSA – Office of Federal Student Aid
  - OVAE – Office of Vocational and Adult Education

## Liste der Minister
| Nr. | Bild              | Name                             | Amtszeit                               | im Kabinett von Präsident |
| --- | ----------------- | -------------------------------- | -------------------------------------- | ------------------------- |
| 1   |                   | Shirley Mount Hufstedler         | 30. November 1979 – 20. Januar 1981    | Jimmy Carter              |
| 2   |                   | Terrel Howard Bell               | 22. Januar 1981 – 20. Januar 1985      | Ronald Reagan             |
| 3   |                   | William John Bennett             | 6. Februar 1985 – 20. September 1988   | Ronald Reagan             |
| 4   |                   | Lauro Fred Cavazos               | 20. September 1988 – 12. Dezember 1990 | Ronald Reagan             |
| 4   | George H. W. Bush | Lauro Fred Cavazos               | 20. September 1988 – 12. Dezember 1990 |                           |
|     |                   | Ted Sanders (kommissarisch)      | 12. Dezember 1990 – 22. März 1991      |                           |
| 5   |                   | Andrew Lamar Alexander           | 22. März 1991 – 20. Januar 1993        |                           |
| 6   |                   | Richard Wilson Riley             | 21. Januar 1993 – 20. Januar 2001      | Bill Clinton              |
| 7   |                   | Roderick Raynor Paige            | 20. Januar 2001 – 20. Januar 2005      | George W. Bush            |
| 8   |                   | Margaret Spellings               | 20. Januar 2005 – 20. Januar 2009      | George W. Bush            |
| 9   |                   | Arne Duncan                      | 20. Januar 2009 – 1. Januar 2016       | Barack Obama              |
| 10  |                   | John B. King                     | 1. Januar 2016 – 20. Januar 2017       | Barack Obama              |
|     |                   | Phil Rosenfelt (kommissarisch)   | 20. Januar 2017 – 7. Februar 2017      | Donald Trump              |
| 11  |                   | Betsy DeVos                      | 7. Februar 2017 – 8. Januar 2020       | Donald Trump              |
|     |                   | Mick Zais (kommissarisch)        | 8. Januar 2020 – 20. Januar 2021       | Donald Trump              |
|     |                   | Phil Rosenfelt (kommissarisch)   | 20. Januar 2021 – 2. März 2021         | Joe Biden                 |
| 12  |                   | Miguel Angel Cardona             | 2. März 2021 – 20. Januar 2025         | Joe Biden                 |
|     |                   | Denise L. Carter (kommissarisch) | 20. Januar 2025 – 3. März 2025         | Donald Trump              |
| 13  |                   | Linda McMahon                    | seit 3. März 2025                      | Donald Trump              |